# Englewood (Ohio)
Englewood és una població dels Estats Units a l'estat d'Ohio. Segons el cens del 2000 tenia 12.235 habitants.

## Demografia
Segons el cens del 2000, Englewood tenia 12.235 habitants, 5.062 habitatges, i 3.442 famílies. La densitat de població era de 720,1 habitants per km².
Dels 5.062 habitatges en un 31% hi vivien nens de menys de 18 anys, en un 55% hi vivien parelles casades, en un 9,6% dones solteres, i en un 32% no eren unitats familiars. En el 27,7% dels habitatges hi vivien persones soles l'11,9% de les quals corresponia a persones de 65 anys o més que vivien soles. El nombre mitjà de persones vivint en cada habitatge era de 2,38 i el nombre mitjà de persones que vivien en cada família era de 2,91.
Per edats la població es repartia de la següent manera: un 24,1% tenia menys de 18 anys, un 7% entre 18 i 24, un 27,6% entre 25 i 44, un 24,8% de 45 a 60 i un 16,5% 65 anys o més.
L'edat mediana era de 39 anys. Per cada 100 dones de 18 o més anys hi havia 86 homes.
La renda mediana per habitatge era de 46.920 $ i la renda mediana per família de 60.978 $. Els homes tenien una renda mediana de 41.312 $ mentre que les dones 31.647 $. La renda per capita de la població era de 22.792 $. Aproximadament el 2,3% de les famílies i el 5,1% de la població estaven per davall del llindar de pobresa.

## Poblacions més properes
El següent diagrama mostra les poblacions més properes.